# 866
866 (DCCCLXVI) fue un año común comenzado en martes del calendario juliano, en vigor en aquella fecha.

## Acontecimientos
- Alfonso III asume el trono de Asturias.
- Una armada Vikinga captura la ciudad de York.

## Nacimientos
- 19 de septiembre - León VI el Sabio, emperador bizantino.

## Fallecimientos
- Ordoño I, rey de Asturias.
- Al-Kindi, filósofo musulmán.